# Jaupaci
Jaupaci es un municipio brasilero del estado de Goiás. Su población estimada en 2004 era de 3.154 habitantes.